# Can Masó (Montagut i Oix)
Can Masó és una masia situada al municipi de Montagut i Oix, a la comarca catalana de la Garrotxa. Es troba en una zona en la qual neixen diversos afluents del Llierca.